# Topsentia solida
Topsentia solida är en svampdjursart som först beskrevs av Ridley och Arthur Dendy 1886.  Topsentia solida ingår i släktet Topsentia och familjen Halichondriidae. Inga underarter finns listade i Catalogue of Life.